# Alisma
Alisma és un gènere de plantes angiospermes aquàtiques de la família de les alismatàcies (Alismataceae). Són plantes natives de les zones temperades de l'hemisferi nord i de l'est de l'Àfrica tropical.

## Descripció
Són plantes herbàcies aquàtiques emergents, perennes amb rizoma, i que es caracteritzen per contenir substàncies que els donen un gust acre. Les fulles són basals glabres i peciolades, de forma entre ovades, el·líptiques i lanceolades amb l'àpex agut. Les flors s'agrupen en inflorescències, habituament panícules escaposes però en alguns casos en umbel·la. Les flors són hermafrodites, pedicel·lades i amb tres sèpals verds i tres pètals, la corol·la és de color blanc o rosa. A l'androceu acostuma a haver-hi sis estams mentre que al gineceu hi ha nombrosos carpels lliures agrupats en un verticil, entre 11 i 28, els ovaris són uniloculars, cadascun amb un únic òvul]. El fruit és un aqueni comprimit lateralment.

## Taxonomia
Aquest gènere va ser publicat per primer cop l'any 1753 al primer volum de l'obra Species Plantarum del botànic suec Carl von Linné (1707-1778).

### Espècies
Dins del gènere Alisma es reconeixen les 10 espècies següents:
- Alisma canaliculatum A.Braun & C.D.Bouché
- Alisma gramineum Lej.
- Alisma lanceolatum With.
- Alisma nanum D.F.Cui
- Alisma plantago-aquatica L.
- Alisma praecox Skuratovicz
- Alisma rariflorum Sam.
- Alisma subcordatum Raf.
- Alisma triviale Pursh
- Alisma wahlenbergii (Holmb.) Juz.

### Sinònims
El següent nom científic és sinònim heterotípic d'Alisma:
- Sinònims heterotípics

- Plantaginastrum Heist. ex Fabr.

### Híbrids
S'han descrit els següents híbrids naturals:
- Alisma × bjoerkqvistii Tzvelev
- Alisma × juzepczukii Tzvelev
- Alisma × rhicnocarpum Schotsman